# Friedrich Sass
Friedrich Sass (* 6. Januar 1883 in Koldenbüttel, Schleswig; † 26. Februar 1968 in West-Berlin) war ein deutscher Maschinenbauer und Professor für Dieselmotorenbau an der Technischen Universität in Berlin.

## Leben
Sass studierte an den Technischen Hochschulen München und Berlin Maschinenbau und wechselte dabei zum Schiffsmaschinenbau. Das Diplomstudium beendete er „mit Auszeichnung“, wie auch 15 Jahre später seine Promotion. Ab 1908 war er bei der AEG beschäftigt und arbeitete dort an der Konstruktion der damals noch neuen Dampfturbinen. Nach Beginn des Ersten Weltkriegs diente er in der kaiserlichen Marine, wurde jedoch nach kurzer Zeit zwecks Entwicklung von Dieselmotoren für Unterseeboote wieder zur AEG abgeordnet. Unter seiner Führung wurde der große doppelt wirkende Zweitaktmotor mit kompressorloser Einspritzung entwickelt und betriebsreif gemacht. Er konstruierte auch für große Handelsschiffe den weltweit ersten langsam laufenden und damit direkt auf die Propellerwelle kuppelbaren Dieselmaotor, was ein bis dahin erforderliches Getriebe einsparte – das vermied Leistungsverluste, Verschleiß und Wartung, und sparte Raumbedarf und Gewicht.
Ab 1935 war er Vorstandsmitglied für Maschinenbau des Germanischen Lloyds in Berlin. In dieser Zeit wurden dieselelektrische und turboelektrische Anlagen sowie der Hochdruckheißdampf für die Schiffstechnik entwickelt, was von den Klassifikationsgesellschaften durch Entwicklung neuer technischer Regeln und Sicherheitsanforderungen begleitet werden musste. Am 30. September 1952 schied Sass aus dem Germanischen Lloyd aus, der seinen Sitz nach Hamburg verlegte.
Sass war von 1946 bis zum 31. März 1953 ordentlicher Professor für die Konstruktion von Dieselmotoren an der Technischen Universität Berlin. Anschließend wurde er zum Ehrensenator der TU Berlin ernannt.

## Veröffentlichungen
- Dubbels Taschenbuch für den Maschinenbau. Band 1 und 2. 11. Auflage. Springer Verlag, 1953
- Bau und Betrieb von Dieselmaschinen. Band 1: Grundlagen und Maschinenelemente; „Kompressorlose Dieselmaschinen“. 2. Auflage. Springer Verlag, 1948.
- Geschichte des deutschen Verbrennungsmotorenbaues von 1860 bis 1918. Springer Verlag, 1962.